# Austin City Limits
Austin City Limits é um programa musical de televisão, originalmente gravado pela rede de televisão estadunidense PBS, onde bandas e/ou artistas fazem apresentações ao vivo. O primeiro programa foi ao ar em 17 de outubro de 1974, com uma apresentação de Willie Nelson. Em 2016, a rede de televisão MTV Live adquiriu os direitos do programa.
O Austin City Limits ajudou a cidade de Austin, no Texas, a se tornar amplamente conhecida como a "Capital Mundial da Música ao Vivo", e é o único programa de televisão a receber a National Medal of Arts, concedida em 2003. Também ganhou um raro prêmio institucional Peabody Award em 2011 "por suas mais de três décadas de apresentação e preservação de gêneros musicais americanos ecléticos."
Em 2010, o show e seu estúdio original foram induzidos ao Rock and Roll Hall of Fame. Em 21 de junho de 2012, este mesmo Hall da Fama anunciou que quase quarenta anos de gravações do Austin City Limits seriam arquivados digitalmente "perpetuamente" no Museu, na nova Biblioteca e Arquivos. Assim, registros de mais de 800 apresentações ao vivo ficarão disponíveis para o público.

## Local de Gravação

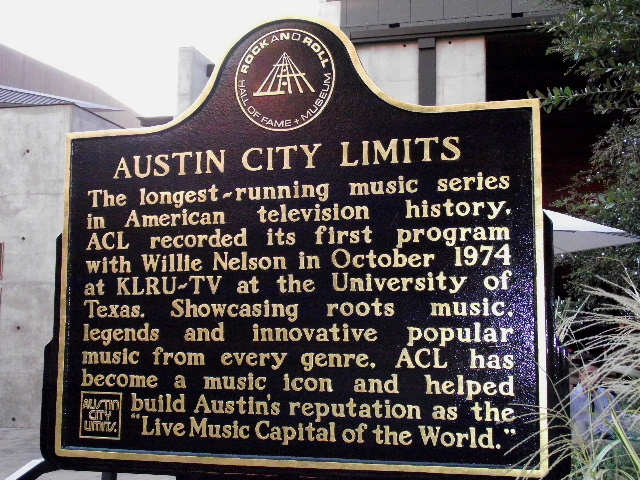
Placa em comemoração ao "mais antigo show de música da história da televisão americana".

Durante as primeiras 36 temporadas (1974 a 2009), o Austin City Limits foi gravado no Studio 6A do Communications Building B na Universidade do Texas em Austin, em um palco com um skyline falso da cidade de Austin ao fundo, que foi introduzido em 1982. O estúdio tinha uma capacidade de aproximadamente 800 pessoas, mas devido ao limitado acesso à saída de emergência, o tamanho da audiência era limitado a 300 pessoas.
Uma placa perto da entrada do Edifício das Comunicações B, comemorando a ocasião, proclama que o Austin City Limits é o "mais antigo show de música da história da televisão americana". Em 26 de fevereiro de 2011, o Austin City Limits realizou sua primeira gravação em seu novo Austin City Limits Live no AC The Moody Theatre e no estúdio no centro de Austin, Bloco 21. A capacidade de assentos adicionais é usada para cerca de 100 shows e 100 eventos privados por ano no local.

## Hall of Fame
O Hall da fama do programa foi establecido em 2014, em comemoração aos 40 anos do programa.
- Bill Arhos (2014)
- Stevie Ray Vaughan and Double Trouble (2014)
- Darrell Royal (2014)
- Lloyd Maines (2014)
- Willie Nelson (2014)
- Asleep at the Wheel (2015)
- Townes Van Zandt (2015)
- Loretta Lynn (2015)
- ACL Season One Crew (2015)
- Guy Clark (2015)
- Flaco Jiménez (2015)
- Dickie Peterson (2016)
- B. B. King (2016)
- Bonnie Raitt (2016)
- Kris Kristofferson (2016)
- The Neville Brothers (2017)
- Roy Orbison (2017)
- Rosanne Cash (2017)